# Johann Jakob Mendel
Johann Jakob Mendel (* 8. September 1809 in Darmstadt (Großherzogtum Hessen); † 22. Dezember 1881 in Bern) war ein Schweizer Organist und Gesangslehrer deutscher Herkunft.

## Leben
Mendel stammte aus bescheidenen Verhältnissen. Er erhielt seine musikalische Grundausbildung beim hessischen Hoforganisten Johann Christian Heinrich Rinck (1770–1846). Ab 1828 studierte er bei Luigi Cherubini am Konservatorium in Paris und lehrte dort selbst am Königlichen Institut für geistliche Musik, das von Alexandre Choron geleitet wurde. 
1830 wurde er auf Empfehlung von Rinck Organist und Musikdirektor am Berner Münster. Er prägte rasch das Berner Musikleben, er war Chorleiter im Gesangbildungsverein, beim Studentenchor und beim Chorverein. Er unterrichtete Musik an Kantonsschule, der Bürgerliche Mädchenschule und an der Universität Bern  und dirigierte regelmässig die Konzerte der Musikgesellschaft. 1842 erhielt er das Bürgerrecht. Er wirkte am neuen Kirchengesangbuch von 1854 mit und komponierte Chorlieder, Orchesterwerke und Kantaten. 1864 verlieh ihm die Universität Bern die Ehrendoktorwürde, 1875 wurde er dort zum Honorarprofessor ernannt.
Mendels musikalischer Nachlass befindet sich in der Burgerbibliothek Bern.